# Childerich III.
Childerich III. (717?–754?) byl poslední franský král z merovejské dynastie, i když jeho původ je nejistý. Vládl od roku 743 jako roi fainéant, dokud nebyl v březnu 751 při převratu Pipinem Krátkým sesazen a uvězněn v klášteře. Po sesazení Childericha se Pipin Krátký nechal korunovat franským králem, čímž založil dynastii Karlovců.

## Život
Po panování Dagoberta I. (629–634) moc merovejských králů postupně upadla do ceremoniální role, zatímco skutečnou moc ve franském království stále více nabývali majordomové. V roce 718 spojil Karel Martel roli majordoma Neustrie a majordoma Austrasie, čímž si upevnil pozici nejmocnějšího úředníka ve Franském království. Po smrti krále Theudericha IV. v roce 737 zůstal trůn prázdný a Karel Martel se stal de facto králem.
Po smrti Karla Martela v roce 741 funkci převzal Karloman a Pipin Krátký, jeho synové s první manželkou Rotrudou. Brzy však museli čelit vzpourám svého mladšího nevlastního bratra Grifa a švagra Odily Bavorského. Tyto vzpoury mohly hrát roli v jejich rozhodnutí obsadit šest let uprázdněný trůn merovejským králem, který by jejich vládě dodal legitimitu.

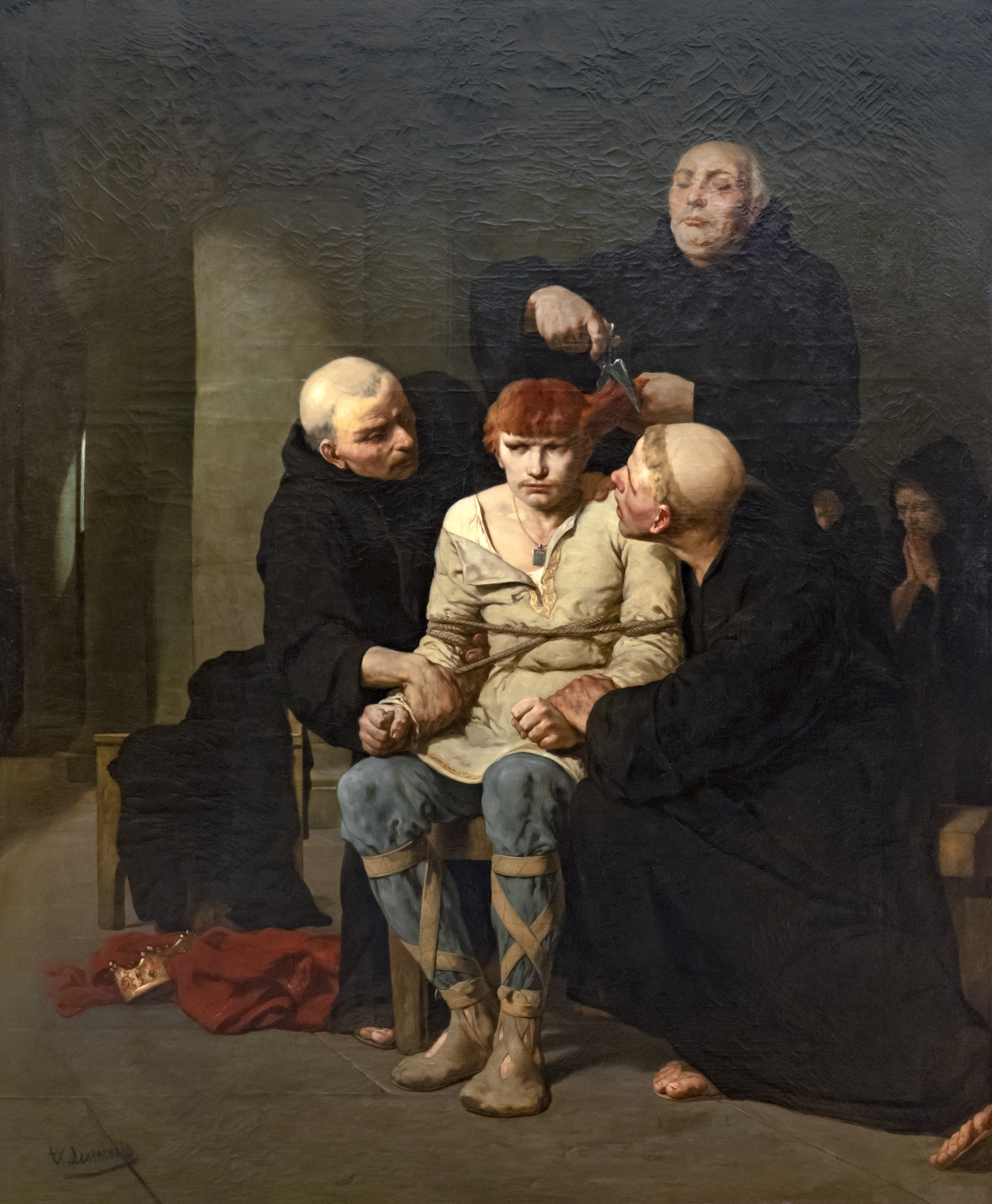
Poslední Merovejec, obraz Evarista-Vitala Luminaise, zobrazující Childerichovy postřižiny.

Childerichův původ a jeho vztah k merovejskému rodu jsou nejisté. Mohl být buď synem Chilpericha II. nebo Theudericha IV.
Podle Einharda, životopisce Karla Velikého, se Childerich na veřejném životě podílel jen velmi málo. Býval jednou ročně přivezen na volském voze taženém rolníkem a sedě na trůnu předsedal shromáždění, přičemž odpovědi cizím vyslancům mu majordomové připravili předem. Childerichova moc v té době byla již nepatrná, čehož využil Pipin k převratu a k zisku samotného titulu krále. Převrat provedl tak, že papežovi Zachariáši adresoval sugestivní otázku: Pokud jde o krále Franků, kteří již nemají královskou moc... je takový stav věcí správný? Papež odpověděl, že takový stav věcí není správný. Za těchto okolností byla faktická moc považována za důležitější než de jure autorita. Po tomto rozhodnutí byl trůn prohlášen za prázdný. Childerich III. byl sesazen z trůnu a postřižen. Jeho dlouhé vlasy byly symbolem jeho královských práv nebo magické moci. Ostříháním ho tak zbavili královských výsad. Jakmile byl sesazen z trůnu, byl spolu se svým synem Theuderichem umístěn buď v klášteře Saint-Bertin nebo v Saint-Omer a Theuderich v Saint-Wandrille.. Byl posledním králem z rodu Merovejovců. Pipin byl poté zvolen shromážděním franských šlechticů za krále Franků. Nejstarší zprávou o jeho zvolení a pomazání je Clausula de Pippino z roku 767.
Datum úmrtí Childericha není známe. Dochované zdroje se v datech jeho smrti rozcházejí. Některé uvádějí již rok 753 a jiné až 758. Za vlády Karlovců byl nazýván rex falsus (falešný král), a to i přesto, že ho Pipin Krátký s pomocí papežů Zachariáše a Štěpána II. dosadil na trůn.